# Saison 1980-1981 du Stade rennais FC
Maillots
Chronologie
Saison précédente Saison suivante
La saison 1980-1981 du Stade rennais football club débute le 9 août 1980 avec la première journée du Championnat de France de Division 2, pour se terminer le 23 mai 1981 avec la dernière journée de cette même compétition.
Le Stade rennais FC est également engagé en Coupe de France.

## Résumé de la saison
À l'intersaison, le Stade rennais ne connaît pas de bouleversement majeur, Pierre Garcia restant notamment en place. L'effectif reste relativement stable, malgré les départs de Zlatarić et de Marchand, qui avait perdu sa place de titulaire. Le recrutement s'appuie lui sur des joueurs issus de Bretagne et plus généralement du grand Ouest, seuls Miodrag Živaljević (Lyon) et Didier Dufour (Thonon-les-Bains) faisant réellement exception parmi les renforts notables. Quelques joueurs de valeur arrivent ainsi, comme le jeune Alain Doaré, le défenseur polyvalent Bruno Steck (il occupera en fin de saison un poste de milieu de terrain), l'attaquant guingampais Guy Stéphan ou encore le milieu de terrain Christian Zajaczkowski. En revanche, le SRFC échoue dans le recrutement du Polonais Kazimierz Kmiecik, quadruple meilleur buteur de son championnat national : son pays ne l'autorise pas à s'expatrier avant ses 30 ans, et Kmiecik va alors fêter ses 29 printemps.
Malgré ces renforts, le début de saison est catastrophique. Cumulant les défaites, les Rennais restent confinés à la zone de relégation, et occupent même la dernière place jusqu'à la treizième journée. L'explication principale de ces mauvais résultats est selon Pierre Garcia la malchance, l'entraîneur rennais réfutant au passage une quelconque mauvaise volonté de son équipe. Malgré cette situation sportive préoccupante, la municipalité rennaise continue de soutenir le club, lui accordant de nouveau des subventions conséquentes.
En novembre, la situation s'améliore, et le SRFC entame une homérique remontée au classement. À la fin du mois, qui marque la fin des matchs aller, le club vient d'enchaîner cinq matchs sans défaite et occupe la douzième place. Ce retour de flamme n'est pas mis à mal par la grave blessure au ménisque d'Houssaine Anafal, qui mettra le Marocain sur la touche jusqu'à la fin de la saison. Mi-février, après une série de onze matchs sans défaite, la cinquième place est atteinte. Dans sa folle remontée, l'équipe rennaise s'est même payée le luxe d'aller battre sur sa pelouse le leader brestois (1 - 0), entretenant l'espoir d'un retour pour jouer la montée en D1. Malheureusement, un coup de mou en mars vient annihiler tout espoir de cet ordre.
Également rapidement éliminé de la Coupe de France par le Paris Saint-Germain en trente-deuxièmes de finale, les joueurs rennais terminent la saison à une bonne quatrième place, qui laisse quelques regrets quant au déroulement de la saison. Satisfaction malgré tout : l'équipe réserve rennaise est sacrée championne de France de Division 4, battant en finale son homologue du Toulouse FC (2 - 1, 2 - 1).

## Transferts en 1980-1981
| Nom                    | Nationalité | Provenance/Destination        |
| Arrivées               |             |                               |
| Jacques Castellan      | France      | Stade quimpérois              |
| Alain Doaré            | France      | En Avant de Guingamp          |
| Didier Dufour          | France      | CS Thonon                     |
| Jean-Michel Garnier    | France      | ES Piré-sur-Seiche            |
| Philippe Morin         | France      | Stade briochin                |
| Michel Poinsignon      | France      | AS Saint-Étienne              |
| Gérard Primault        | France      | US Châteaugiron               |
| Bernard Samson         | France      | Stade briochin                |
| Bruno Steck            | France      | Angers SCO                    |
| Guy Stéphan            | France      | En Avant de Guingamp          |
| Christian Zajaczkowski | France      | La Berrichonne de Châteauroux |
| Miodrag Živaljević     | Yougoslavie | Olympique lyonnais            |
| Départs                |             |                               |
| Luc Barraud            | France      | Stade Malherbe de Caen        |
| Jean-François Fuselier | France      | FC Maure-de-Bretagne          |
| Claude Kerveillant     | France      | UCK Vannes                    |
| Bertrand Marchand      | France      | UES Montmorillon              |
| Nebojša Zlatarić       | Yougoslavie | US Valenciennes-Anzin         |

## L'effectif de la saison
| Poste¹ | Nat.² | Nom                    | Naissance          | Sélection³ | Championnat | Championnat | Coupe France | Coupe France | Total Saison | Total Saison |
| Poste¹ | Nat.² | Nom                    | Naissance          | Sélection³ | M           | But inscrit | M            | But inscrit  | M            | But inscrit  |
| ------ | ----- | ---------------------- | ------------------ | ---------- | ----------- | ----------- | ------------ | ------------ | ------------ | ------------ |
| M      | MAR   | Houssaine Anafal       | 15 septembre 1952  | A          | 13          | 1           | 0            | 0            | 13           | 1            |
| D      | FRA   | Yannick Bajeot         | 1er septembre 1959 | -          | 0           | 0           | 0            | 0            | 0            | 0            |
| D      | FRA   | Philippe Berlin        | 25 mars 1956       | -          | 29          | 1           | 3            | 0            | 32           | 1            |
| A      | FRA   | Jacques Castellan      | 17 octobre 1945    | -          | 3           | 0           | 1            | 0            | 4            | 0            |
| D      | FRA   | Alain Doaré            | 28 novembre 1963   | -          | 1           | 0           | 0            | 0            | 1            | 0            |
| D      | FRA   | Didier Dufour          | 25 avril 1952      | -          | 31          | 1           | 3            | 0            | 34           | 1            |
| A      | FRA   | Jean-Michel Garnier    | 23 septembre 1961  | -          | 1           | 0           | 0            | 0            | 1            | 0            |
| D      | FRA   | René Izquierdo         | 6 septembre 1948   | -          | 23          | 1           | 3            | 0            | 26           | 1            |
| D      | FRA   | Jean-Yves Kerjean      | 25 juin 1958       | -          | 21          | 1           | 0            | 0            | 21           | 1            |
| G      | FRA   | Claude Klimek          | 20 août 1956       | -          | 11          | 0           | 0            | 0            | 11           | 0            |
| M      | FRA   | Bruno Ledu             | 4 janvier 1960     | -          | 2           | 0           | 0            | 0            | 2            | 0            |
| A      | FRA   | Robert Llorens         | 16 mars 1956       | -          | 23          | 3           | 2            | 1            | 25           | 4            |
| D      | FRA   | Victor Mastroianni     | 26 juillet 1958    | -          | 11          | 0           | 0            | 0            | 11           | 0            |
| A      | FRA   | Philippe Morin         | 28 mars 1962       | -          | 22          | 5           | 1            | 0            | 23           | 5            |
| A      | SEN   | Malik N'Doye           | 26 janvier 1955    | -          | 7           | 0           | 1            | 1            | 8            | 1            |
| A      | FRA   | Guy Nosibor            | 22 juillet 1954    | -          | 29          | 4           | 2            | 0            | 31           | 4            |
| M      | FRA   | Michel Poinsignon      | 24 septembre 1959  | -          | 4           | 0           | 1            | 0            | 5            | 0            |
| M      | FRA   | Gérard Primault        | 10 février 1963    | -          | 1           | 0           | 0            | 0            | 1            | 0            |
| M      | FRA   | Patrick Rampillon      | 4 juillet 1955     | -          | 30          | 3           | 3            | 0            | 33           | 3            |
| A      | FRA   | Gérard Saliné          | 27 août 1957       | -          | 28          | 7           | 3            | 2            | 31           | 9            |
| M      | FRA   | Bernard Samson         | 12 décembre 1958   | -          | 1           | 0           | 0            | 0            | 1            | 0            |
| D      | FRA   | Bruno Steck            | 22 septembre 1957  | -          | 31          | 7           | 3            | 0            | 34           | 7            |
| A      | FRA   | Guy Stéphan            | 17 octobre 1953    | -          | 21          | 2           | 2            | 2            | 23           | 4            |
| G      | FRA   | Dominique Vaast        | 25 mars 1959       | -          | 23          | 0           | 3            | 0            | 26           | 0            |
| M      | FRA   | Christian Zajaczkowski | 16 février 1961    | -          | 27          | 0           | 3            | 0            | 30           | 0            |
| A      | YUG   | Miodrag Živaljević     | 9 septembre 1951   | -          | 14          | 4           | 1            | 0            | 15           | 4            |

- 1 : G, Gardien de but ; D, Défenseur ; M, Milieu de terrain ; A, Attaquant
- 2 : Nationalité sportive, certains joueurs possédant une double-nationalité
- 3 : sélection la plus élevée obtenue

## Équipe-type
Il s'agit de la formation la plus courante rencontrée en championnat.

## Les rencontres de la saison

### Liste
| Match | Date         | Compétition           | Tour        | Adversaire      | Lieu ¹ | Score | Class. | Buteurs pour le Stade rennais |
| ----- | ------------ | --------------------- | ----------- | --------------- | ------ | ----- | ------ | ----------------------------- |
| 1     | 9 août       | Division 2 - Groupe B | 1           | Reims           | E      | 1-2   | 15     | Stéphan                       |
| 2     | 14 août      | Division 2 - Groupe B | 2           | Nœux-les-Mines  | D      | 0–3   | 17     |                               |
| 3     | 23 août      | Division 2 - Groupe B | 3           | Blois           | E      | 0-0   | 17     |                               |
| 4     | 30 août      | Division 2 - Groupe B | 4           | Paris FC        | E      | 0–1   | 16     |                               |
| 5     | 6 septembre  | Division 2 - Groupe B | 5           | Brest           | D      | 1–1   | 18     | Živaljević                    |
| 6     | 13 septembre | Division 2 - Groupe B | 6           | Châteauroux     | E      | 0-3   | 18     |                               |
| 7     | 20 septembre | Division 2 - Groupe B | 7           | Limoges         | D      | 2-1   | 16     | Nosibor Morin                 |
| 8     | 27 septembre | Division 2 - Groupe B | 8           | Guingamp        | E      | 2–0   | 15     | Živaljević                    |
| 9     | 4 octobre    | Division 2 - Groupe B | 9           | Rouen           | D      | 0–0   | 14     |                               |
| 10    | 11 octobre   | Division 2 - Groupe B | 10          | Abbeville       | E      | 1–3   | 16     | Morin                         |
| 11    | 18 octobre   | Division 2 - Groupe B | 11          | Thionville      | D      | 0–1   | 18     |                               |
| 12    | 25 octobre   | Division 2 - Groupe B | 12          | Quimper         | E      | 1-2   | 18     | Kerjean                       |
| 13    | 31 octobre   | Division 2 - Groupe B | 13          | Orléans         | D      | 1-0   | 18     | Živaljević                    |
| 14    | 8 novembre   | Division 2 - Groupe B | 14          | Le Havre        | E      | 0–0   | 16     |                               |
| 15    | 15 novembre  | Division 2 - Groupe B | 15          | Dunkerque       | D      | 2-0   | 15     | Dufour Nosibor                |
| 16    | 22 novembre  | Division 2 - Groupe B | 16          | Montmorillon    | E      | 3-2   | 14     | Steck Anafal Llorens          |
| 17    | 29 novembre  | Division 2 - Groupe B | 17          | Caen            | D      | 0-0   | 12     |                               |
| 18    | 13 décembre  | Division 2 - Groupe B | 18          | Blois           | D      | 2–1   | 13     | Saliné                        |
| 19    | 21 décembre  | Coupe de France       | 6e tour     | Plumelec        | E      | 1-0   | 1-0    | N'Doye                        |
| 20    | 10 janvier   | Division 2 - Groupe B | 19          | Paris FC        | D      | 2–1   | 9      | Rampillon Llorens             |
| 21    | 18 janvier   | Coupe de France       | 7e tour     | CO Saint-Brieuc | D      | 5-0   | 5-0    | Stéphan Llorens Saliné        |
| 22    | 24 janvier   | Division 2 - Groupe B | 20          | Brest           | E      | 1–0   | 9      | Llorens                       |
| 23    | 31 janvier   | Division 2 - Groupe B | 21          | Châteauroux     | D      | 1-0   | 8      | Nosibor                       |
| 24    | 7 février    | Division 2 - Groupe B | 22          | Limoges         | E      | 2–0   | 6      | Stéphan Fermigier (csc)       |
| 25    | 15 février   | Coupe de France       | 1/32 finale | Paris SG        | N      | 0-2   | 0-2    |                               |
| 26    | 21 février   | Division 2 - Groupe B | 23          | Guingamp        | D      | 0–0   | 5      |                               |
| 27    | 27 février   | Division 2 - Groupe B | 24          | Rouen           | E      | 0-1   | 6      |                               |
| 28    | 14 mars      | Division 2 - Groupe B | 25          | Abbeville       | D      | 0–0   | 7      |                               |
| 29    | 21 mars      | Division 2 - Groupe B | 26          | Thionville      | E      | 0-1   | 7      |                               |
| 30    | 28 mars      | Division 2 - Groupe B | 27          | Quimper         | D      | 1–0   | 8      | Nosibor                       |
| 31    | 4 avril      | Division 2 - Groupe B | 28          | Nœux-les-Mines  | E      | 1-1   | 7      | Izquierdo                     |
| 32    | 18 avril     | Division 2 - Groupe B | 29          | Orléans         | E      | 1–0   | 6      | Steck                         |
| 33    | 25 avril     | Division 2 - Groupe B | 30          | Le Havre        | D      | 2-0   | 6      | Steck                         |
| 34    | 2 mai        | Division 2 - Groupe B | 31          | Dunkerque       | E      | 1–2   | 6      | Rampillon                     |
| 35    | 9 mai        | Division 2 - Groupe B | 32          | Montmorillon    | D      | 4–1   | 6      | Morin Rampillon Saliné        |
| 36    | 16 mai       | Division 2 - Groupe B | 33          | Caen            | E      | 6–2   | 5      | Berlin Steck Morin Saliné     |
| 37    | 23 mai       | Division 2 - Groupe B | 34          | Reims           | D      | 3–1   | 4      | Steck Morin                   |

- 1 N : terrain neutre ; D : à domicile ; E : à l'extérieur ; drapeau : pays du lieu du match international

## Bilan des compétitions
| Compétition     | Vainqueur final | Débute au tour | Place ou tour final | Première rencontre | Dernière rencontre | Nombre |
| --------------- | --------------- | -------------- | ------------------- | ------------------ | ------------------ | ------ |
| Division 2      | Stade brestois  | 1re journée    | 4e du groupe B      | 9 août 1980        | 23 mai 1981        | 34     |
| Coupe de France | SEC Bastia      | 6e tour        | 1/32 de finale      | 21 décembre 1980   | 15 février 1981    | 3      |

### Division 2 - Groupe B

#### Classement
| Rang | Équipe         | Pts | J  | G  | N  | P  | Bp | Bc | Diff |
| ---- | -------------- | --- | -- | -- | -- | -- | -- | -- | ---- |
| 1    | Brest          | 49  | 34 | 20 | 9  | 5  | 59 | 25 | +34  |
| 2    | Nœux-les-Mines | 44  | 34 | 18 | 8  | 8  | 48 | 28 | +20  |
| 3    | Rouen          | 42  | 34 | 16 | 10 | 8  | 43 | 31 | +12  |
| 4    | Rennes         | 40  | 34 | 16 | 8  | 10 | 41 | 30 | +11  |
| 5    | Châteauroux    | 40  | 34 | 15 | 10 | 9  | 50 | 44 | +6   |
| 6    | Thionville     | 37  | 34 | 13 | 11 | 10 | 44 | 37 | +7   |
| 7    | Guingamp       | 35  | 34 | 12 | 11 | 11 | 38 | 35 | +3   |

- 1 : Promu en Division 1
- 2 : Barragiste avec le 2e du Groupe A

#### Résultats
| Total  | Total  | Total | Total | Total | Total | Total | Total | Domicile | Domicile | Domicile | Domicile | Domicile | Domicile | Extérieur | Extérieur | Extérieur | Extérieur | Extérieur | Extérieur |
| Matchs | Points | V     | N     | D     | BP    | BC    | Diff. | V        | N        | D        | BP       | BC       | Diff.    | V         | N         | D         | BP        | BC        | Diff.     |
| ------ | ------ | ----- | ----- | ----- | ----- | ----- | ----- | -------- | -------- | -------- | -------- | -------- | -------- | --------- | --------- | --------- | --------- | --------- | --------- |
| 34     | 40     | 16    | 8     | 10    | 41    | 30    | +11   | 10       | 5        | 2        | 21       | 10       | +11      | 6         | 3         | 8         | 20        | 20        | 0         |

#### Résultats par journée
| Journée   | 01 | 02 | 03 | 04 | 05 | 06 | 07 | 08 | 09 | 10 | 11 | 12 | 13 | 14 | 15 | 16 | 17 | 18 | 19 | 20 | 21 | 22 | 23 | 24 | 25 | 26 | 27 | 28 | 29 | 30 | 31 | 32 | 33 | 34 |
| --------- | -- | -- | -- | -- | -- | -- | -- | -- | -- | -- | -- | -- | -- | -- | -- | -- | -- | -- | -- | -- | -- | -- | -- | -- | -- | -- | -- | -- | -- | -- | -- | -- | -- | -- |
| Terrain   | E  | D  | E  | E  | D  | E  | D  | E  | D  | E  | D  | E  | D  | E  | D  | E  | D  | D  | D  | E  | D  | E  | D  | E  | D  | E  | D  | E  | E  | D  | E  | D  | E  | D  |
| Résultats | D  | D  | N  | D  | N  | D  | V  | V  | N  | D  | D  | D  | V  | N  | V  | V  | N  | V  | V  | V  | V  | V  | N  | D  | N  | D  | V  | N  | V  | V  | D  | V  | V  | V  |
| Points    | 0  | 0  | 1  | 1  | 2  | 2  | 4  | 6  | 7  | 7  | 7  | 7  | 9  | 10 | 12 | 14 | 15 | 17 | 19 | 21 | 23 | 25 | 26 | 26 | 27 | 27 | 29 | 30 | 32 | 34 | 34 | 36 | 38 | 40 |
| Place     | 15 | 17 | 17 | 16 | 18 | 18 | 16 | 15 | 14 | 16 | 18 | 18 | 18 | 16 | 15 | 14 | 12 | 13 | 9  | 9  | 8  | 6  | 5  | 6  | 7  | 7  | 8  | 7  | 6  | 6  | 6  | 6  | 5  | 4  |

Source : Liste des rencontres

Terrain : D = Domicile ; E = Extérieur. Résultat: D = Défaite ; N = Nul ; V = Victoire.